# Txani Rodríguez
Txani Rodríguez Hernández (Llodio, 1977) es una escritora, periodista, guionista española.

## Biografía
Escritora y periodista alavesa, colabora con numerosos medio de comunicación y suplementos culturales. Ha publicado tanto cuento, como novela y cómic. Imparte clases de escritura creativa en la Universidad de Deusto y de narrativa y escritura creativa en la Asociación Literaria ALEA de Bilbao. En 2016, impartió un curso de narrativa en la Escuela de Escritura de Barcelona. Forma parte del programa Pompas de papel, que se emite en Radio Euskadi. Con su novela Los últimos románticos obtuvo el Premio Euskadi de Literatura 2021 en la categoría de Literatura en castellano.

## Obras

### Relato
- El corazón de los aviones (Elea, 2005).

### Novela
- Lo que será de nosotros (Erein, 2012).
- Agosto (Lengua de Trapo, 2013).
- Si quieres, puedes quedarte aquí (Tres hermanas ediciones, 2016).
- Los últimos románticos (Seix Barral, 2020).
- La seca (Seix Barral, 2024).

### Relato
- Sus relatos han sido publicados en revistas como Salamandria (El Gaviero, 2007) y en distintos suplementos culturales.

### Cómic
- Guionista del cómic Los desiertos del norte (Saure, 2007), traducido al euskera bajo el título Iparraldeko basamortuak.
- Eguzkiaren lasterketa junto con Nacho Fernández (Saure, 2008).
- Txanoa 4: Abentura olinpikoa junto con Nacho Fernández (Saure 2009).
- Pequeño Manuel, gran corazón 1 (Saure,2016).
- Pequeño Manuel, gran corazón 2 (Saure,2016).

### Literatura infantil
- Artzaina naiz eta zer? junto con Jokin Mitxelena Erize (Elkar, 2013).

## Premios y reconocimientos
- Finalista del XLVII Premio Internacional de Novela Corta Ciudad de Barbastro (2016) con Si quieres, puedes quedarte aquí[3]
- Ha participado en la antología de relatos vasco-canaria 2.050 km de palabras (Baile del sol, 2008).[4]
- Premio Euskadi de Literatura en lengua castellana por la novela Los últimos románticos en 2021.[5]